# Bella van der Spiegel-Hage
Pour les articles homonymes, voir Hage (homonymie).
Bella van der Spiegel-Hage, née le 5 mai 1948 à Sint-Maartensdijk, est une coureuse cycliste néerlandaise. De 1966 à 1968, elle est championne des Pays-Bas sur route. Ses sœurs Heleen, Keetie et Ciska ont également été coureuses cyclistes, tout comme son neveu Jan van Velzen, le fils de Ciska.

## Palmarès sur route
- 1965
  - 2e du championnat des Pays-Bas sur route
- 1966
  -  Championne des Pays-Bas sur route
- 1967
  -  Championne des Pays-Bas sur route
- 1968
  -  Championne des Pays-Bas sur route
- 1970
  - 3e du championnat des Pays-Bas sur route
- 1971
  - Sint-Oedenrode
  - Ulft
  - 's-Heerenhoek
  - Bruinisse
  - Paardenmarktronde van Alblasserdam
- 1972
  - Mierlo
- 1975
  - Les Journées Havro-Cauchoises
- 1978
  - 1re et 3e étape de Sweden Three Day

## Palmarès sur piste

### Championnats nationaux
- 1970
  - 2e de la poursuite